# Wołodymyr Ponomarenko
Wołodymyr Mykołajowycz Ponomarenko, ukr. Володимир Миколайович Пономаренко, ros. Владимир Николаевич Пономаренко, Władimir Nikołajewicz Ponomarienko (ur. 29 października 1972) – ukraiński piłkarz, grający na pozycji pomocnika, trener piłkarski.

## Kariera piłkarska

### Kariera klubowa
W 1991 rozpoczął karierę piłkarską w klubie Majak Oczaków, który po uzyskaniu niepodległości Ukrainy zmienił nazwę na Artanija Oczaków. Latem 1992 przeszedł do Ewisu Mikołajów, a 17 lipca 1994 debiutował w Wyższej Lidze w meczu z Zorią Ługańsk. W mikołajowskim zespole występował przez 6 sezonów. Latem 1998 podpisał kontrakt z Krywbasem Krzywy Róg. Na początku 2002 został piłkarzem Metałurha Donieck. Po 2 latach powrócił do Krywbasa Krzywy Róg. W rundzie jesiennej sezonu 2004/05 został wypożyczony do Tawrii Symferopol. W lipcu 2006 powrócił do MFK Mikołajów, w którym zakończył karierę piłkarską.

## Kariera trenerska
Po zakończeniu kariery zawodowej rozpoczął pracę trenerską. W latach 2007–2009 pomagał trenować MFK Mikołajów. W kwietniu 2010 ponownie objął stanowisko asystenta głównego trenera mikołajowskiego klubu. Od 3 listopada 2013 pełnił obowiązki głównego trenera MFK Mikołajów.

## Sukcesy i odznaczenia

### Sukcesy klubowe
- brązowy medalista Mistrzostw Ukrainy: 1999, 2000
- finalista Pucharu Ukrainy: 2000
- mistrz Perszej lihi Ukrainy: 1998
- wicemistrz Perszej lihi Ukrainy: 1994

### Sukcesy indywidualne
- wybrany do listy 33 najlepszych piłkarzy roku na Ukrainie: 2001 (nr 2)